# Ben Cherington

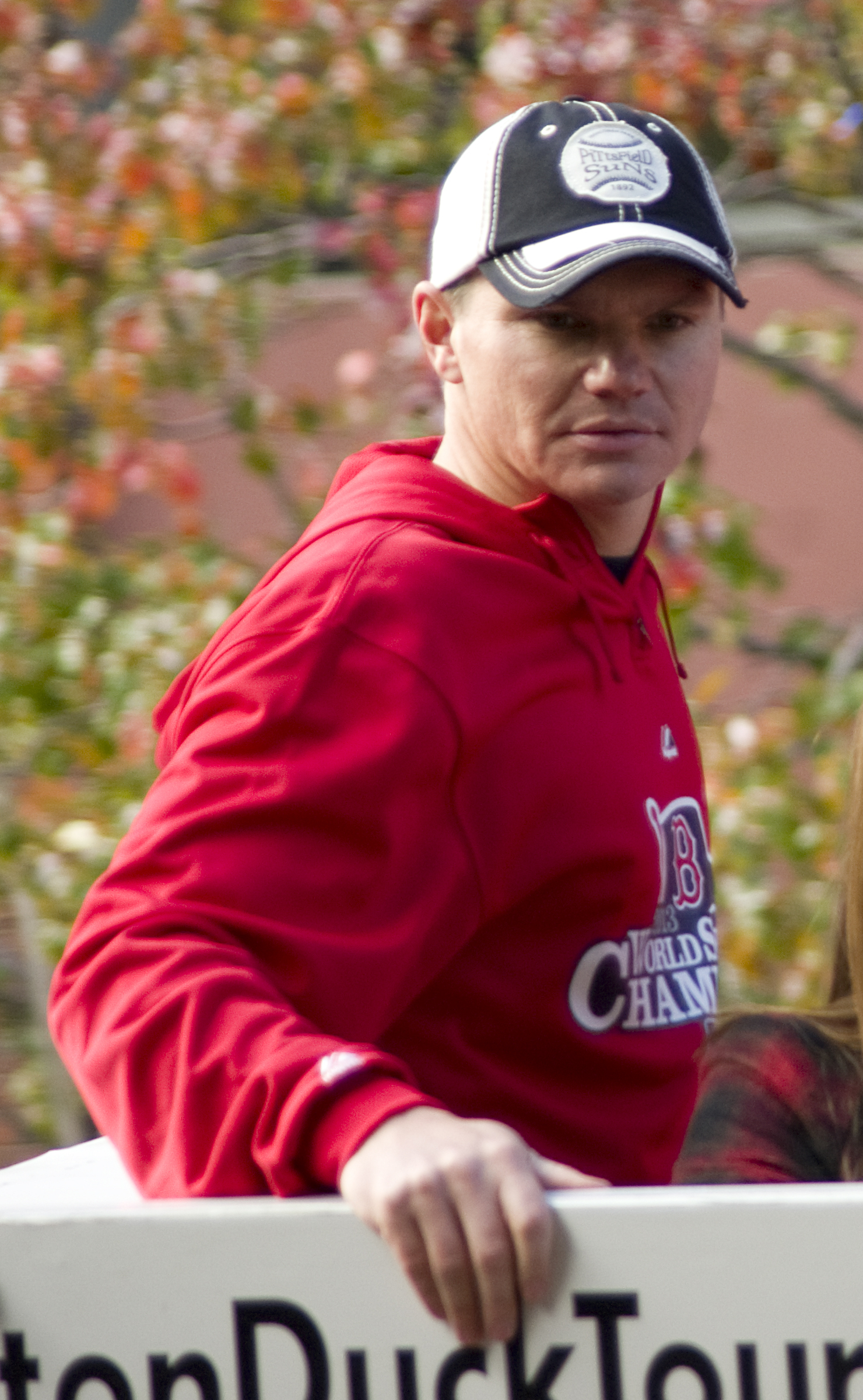
Ben Cherington au défilé des champions de la Série mondiale 2013.

Ben Cherington (né le 14 juillet 1974 à Meriden, New Hampshire, États-Unis) est l'ancien directeur général des Red Sox de Boston, un club de la Ligue majeure de baseball. Il a occupé du 25 octobre 2011 au 18 août 2015, après avoir travaillé pour les Red Sox depuis 1999.

## Biographie

### Études
Ben Cherington complète en 1996 une maîtrise en management sportif de l'université du Massachusetts d'Amherst.

### Baseball
Cherington joue au baseball comme lanceur au Amherst College, où il y est aussi assistant entraîneur pendant un an. Il commence sa carrière dans le baseball comme dépisteur pour les Indians de Cleveland en 1998. Sous la recommandation de Bill Thurston, entraîneur de l'équipe de baseball d'Amherst College, il est engagé par le directeur-gérant des Red Sox de Boston, Dan Duquette, en 1999. Cherington est au départ dépisteur pour la région Mid-Atlantic et en mai 1999 devient assistant aux opérations baseball. Au fil des ans, il est aussi coordonnateur du recrutement à l'international, assistant directeur, puis directeur, du développement des joueurs.
De novembre 2005 au 19 janvier 2006, Ben Cherington fait partie, avec entre autres Jed Hoyer, du comité de directeurs-gérants qui remplacent Theo Epstein lorsque celui-ci quitte brièvement les Red Sox. Au retour d'Epstein, Cherington est promu au poste de vice-président du personnel, une fonction dont il s'acquitte jusqu'en janvier 2009. Une nouvelle promotion en fait un vice-président senior et l'assistant du directeur-gérant Epstein. Le 25 octobre 2011, il succède à Epstein lorsque celui-ci quitte pour devenir président des Cubs de Chicago.
Cherington hérite d'un club qui s'est complètement effondré en septembre 2011, ratant une qualification pour les séries éliminatoires qui s'annonçait facile à 4 ou 5 semaines de la fin de la saison régulière. La débandade coûte à Terry Francona le poste de gérant qu'il occupait depuis 8 ans et l'une des premières tâches de Cherington est de lui trouver un successeur. Plusieurs candidats sont pressentis, mais le président des Red Sox Larry Lucchino insiste pour que l'on engage Bobby Valentine, qui n'est pas le choix de Cherington. La saison 2012 des Red Sox est une catastrophe et tourne au cirque médiatique. Boston signe sa pire saison depuis 1965 et termine avec la 24e fiche victoires-défaites (69-93) sur 30 équipes des majeures. Lorsqu'il apparaît évident que le club n'ira nulle part, Cherington orchestre une transaction qui permet aux Red Sox de délester leurs engagements financiers de 262,5 millions de dollars US en salaires : le 25 août 2012, Carl Crawford, Adrian Gonzalez et Josh Beckett, tous des joueurs dispendieux sous contrat pour plusieurs saisons, sont échangés aux Dodgers de Los Angeles. Bobby Valentine est congédié au lendemain du dernier match de la saison. Le 21 octobre 2012, il est remplacé par John Farrell en prévision de l'année suivante.
Les Red Sox repartent à neuf pour 2013. Cherington se tourne vers le marché des agents libres et réussit le tour de force d'en engager un grand nombre sans que cela ne coûte aux Red Sox des choix de repêchage en compensation : s'amènent à Boston les Koji Uehara, Jonny Gomes, Shane Victorino, Mike Napoli, David Ross, Ryan Dempster et Stephen Drew. Le club passe du dernier au premier rang de sa division, acquiert à la date limite des échanges le vétéran lanceur Jake Peavy des White Sox de Chicago, remporte 97 matchs contre 65 défaites pour la meilleure fiche du baseball majeur, et remporte la Série mondiale 2013 pour un 3e titre en 10 ans.
En 2014, les Red Sox retrouvent le dernier rang de la division Est de la Ligue américaine qu'ils occupaient en 2012. À la mi-saison, ils s'engagent dans une liquidation et échangent plusieurs joueurs qui deviendront bientôt autonomes, afin d'obtenir le maximum en retour plutôt que de les perdre à un autre club l'automne suivant sans recevoir compensation. C'est ainsi que le lanceur étoile Jon Lester et Jonny Gomes sont transférés aux Athletics d'Oakland en retour du voltigeur étoile Yoenis Céspedes. Jake Peavy, John Lackey et Andrew Miller sont aussi échangés.
Après la fin de cette difficile campagne, Cherington se tourne encore une fois vers le marché des agents libres, déliant cette fois les cordons de la bourse pour mettre sous contrat Pablo Sandoval et Hanley Ramírez. Il échoue cependant dans ses efforts de rapatrier Jon Lester, qui préfère poursuivre sa carrière les Cubs de Chicago. Via quelques échanges, Cherington reconstruit la rotation de lanceurs partants des Red Sox en obtenant Wade Miley d'Arizona et en cédant Yoenis Céspedes aux Tigers de Détroit pour recevoir Rick Porcello. Il met aussi sous contrat Justin Masterson, un agent libre.
Lorsque Dave Dombrowski est nommé président des Red Sox le 18 août 2015, il offre à Cherington de rester en poste, mais celui-ci annonce sa démission comme directeur général.

### Vie personnelle
Ben Cherington est le petit-fils du poète américain Richard Eberhart (en).
Cherington a été marié à la journaliste sportive Wendi Nix, une union qui s'est terminée par un divorce. En avril 2012, il épouse Tyler Tumminia, vice-présidente de Goldklang Group (en), une société qui détient des parts dans plusieurs équipes des ligues mineures de baseball,. Le couple a une fille (Adwen Hudson) et un fils (Harper Charles).